# Ptychogaster rubescens
Ptychogaster rubescens är en svampart som beskrevs av Boud. 1887. Ptychogaster rubescens ingår i släktet Ptychogaster och familjen Fomitopsidaceae.   Inga underarter finns listade i Catalogue of Life.